# Le Buret
Le Buret – miejscowość i gmina we Francji, w regionie Kraj Loary, w departamencie Mayenne.
Według danych na rok 2010 gminę zamieszkiwało 312 osób, a gęstość zaludnienia wynosiła 24 osoby/km².